# Franz Hundsnurscher (Archivar)
Franz Hundsnurscher (* 26. Oktober 1933 in Planskus; † 18. November 2007 in Freiburg im Breisgau) war ein deutscher Theologe, Kirchenarchivar und -historiker.

## Leben
Nach der Vertreibung 1946 besuchte er von 1948 bis 1956 das Gymnasium in Königstein im Taunus. Von 1956 bis 1961 studierte er Theologie in Königstein (Abschluss: Diplomtheologe). Von 1962 bis 1963 war er wissenschaftlicher Angestellter im Staatsarchiv Ludwigsburg, ab 1963 im Hauptstaatsarchiv Stuttgart. Von 1967 bis 1998 war er Angestellter im Erzbischöflichen Archiv Freiburg. Nach der Promotion 1969 zum Dr. theol. bei Wolfgang Müller an der Albert-Ludwigs-Universität Freiburg wurde er 1969 Archivrat, 1973 -oberrat und 1977 -direktor.

## Schriften (Auswahl)
- mit Gerhard Taddey: Die jüdischen Gemeinden in Baden. Denkmale, Geschichte, Schicksale. Stuttgart 1968, OCLC 186146052.
- Die finanziellen Grundlagen für die Ausbildung des Weltklerus im Fürstbistum Konstanz vom Tridentinischen Konzil bis zur Säkularisation. Mit einem Ausblick auf die übrigen nachtridentinischen Bistümer Deutschlands. Freiburg im Breisgau 1969, OCLC 778611532.
- mit Peter Weigand und Klaus Welker: Badische Krippen. Ausgewählte Krippenlandschaften. Karlsruhe 1985, ISBN 3-7617-0232-9.